# Jørgen "Fehår" Nielsen
Jørgen "Fehår" Rinke, tidligere Jørgen "Fehår" Nielsen (født i 1962) var et højtstående medlem af rockergruppen Hells Angels, indtil han meldte sig ud af klubben i 2018. Han blev den 8. september 1998 ved Højesteret blev idømt fængsel på livstid for medvirken til drab og fem drabsforsøg i forbindelse med nedskydningen af Bandidos-medlemmet Uffe Larsen ved Københavns Lufthavn den 10. marts 1996. Episoden var starten på rockerkrigen, som i alt kostede 11 mennesker livet. Den 27. juni 2013 blev den dengang 51-årige Nielsen prøveløsladt fra det topsikrede Statsfængslet Østjylland efter at have siddet 17 år i fængsel.

## Retssagen
Ved den oprindelige nævningesag i Østre Landsret den 20. december 1996 blev han frikendt for drabet, mens den nu afdøde Hells Angels-rocker Michael Brokside blev idømt 16 års fængsel. Nielsen dog af nævningene erklæret skyldig, hvilket blev underkendt af de juridiske dommere på grund af bevisets stilling. Herefter blev han løsladt. Efter flere telefonaflytninger af Broksides mobiltelefon skaffede anklagemyndigheden tilstrækkeligt materiale til at Den Særlige Klageret genoptog sagen, for første gang nogensinde i en dansk drabssag, hvor der oprindelig var foretaget en frifindelse.
Den 16. oktober 1997 blev han ved landsretten idømt 16 års fængsel, som blev anket. Højesterets kendelse fastslog, at likvideringen var sket efter en fælles beslutning og idømte fængsel på livstid på trods af at forsvareren i sin procedure fremførte, at der ikke var fortilfælde, hvor hovedmanden var sluppet billigere end den medsammensvorne.